# کلر اوریدان
کلر اوریدان (انگلیسی: Claire O'Riordan؛ زادهٔ ۱۲ اکتبر ۱۹۹۴) بازیکن فوتبال اهل جمهوری ایرلند است.
وی همچنین در تیم ملی فوتبال زنان جمهوری ایرلند بازی کرده‌است.